# Liste der Monuments historiques in Nant-le-Petit
Die Liste der Monuments historiques in Nant-le-Petit führt die Monuments historiques in der französischen Gemeinde Nant-le-Petit auf.

## Liste der Objekte
| Bezeichnung               | Beschreibung | Standort                       | Kennzeichnung | Schutzstatus | Datum | Bild |
| ------------------------- | --- | ------------------------------ | ------------- | ------------ | ----- | ---- |
| Skulptur Heiliger Martine | Kalkstein, farbig gefasst, 18. Jahrhundert                                                                         | im Waschhaus (Lage)            | PM55002161    | Inscrit      | 1993  |      |
| Palla                     | Seide, bestickt, zweite Hälfte des 19. Jahrhunderts; im Centre départemental d’art sacré in Saint-Mihiel deponiert | in der Kirche St-Martin (Lage) | PM55002159    | Inscrit      | 1993  |      |
| Bursa                     | Seide, bestickt, 19. Jahrhundert; im Centre départemental d’art sacré in Saint-Mihiel deponiert                    | in der Kirche St-Martin (Lage) | PM55002160    | Inscrit      | 1993  |      |
| Skulptur Madonna mit Kind | Stein, farbig gefasst, 18. Jahrhundert                                                                             | in der Kirche St-Martin (Lage) | PM55001437    | Inscrit      | 1978  |      |